# Pycnophyes sculptus
Pycnophyes sculptus är en djurart som tillhör fylumet pansarmaskar, och som beskrevs av Lang 1949. Pycnophyes sculptus ingår i släktet Pycnophyes och familjen Pycnophyidae. Inga underarter finns listade i Catalogue of Life.